# Nickeltitangelb
Nickeltitangelb ist eine chemische Verbindung aus der Gruppe der Mischoxide. Es kann als Variante des Chromtitangelbs, bei dem Chrom durch Nickel ersetzt wurde, betrachtet werden.

## Gewinnung und Darstellung
Nickeltitangelb kann bei etwa 800 °C aus Titandioxid, Nickel- und Antimonsalzen als Mischphasenpigment gewonnen werden.

## Eigenschaften
Nickeltitangelb ist ein gelbes geruchloses Pulver, das praktisch unlöslich in Wasser ist. Das Pigment ist unlöslich, chemisch sehr inert, weist eine hohe Temperaturbeständigkeit und sehr gute Licht- und Wetterbeständigkeit auf. Es ist migrationsecht und zeigt keine Verzugserscheinungen in teilkristallinen Kunststoffen. Durch den Einbau des Nickels in die Rutilgitterstruktur weist es keine toxikologischen und allergene Effekte auf.

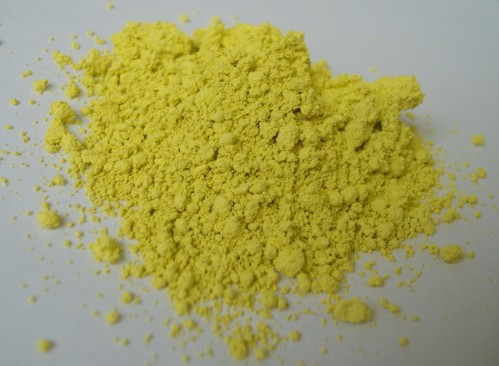
Pigment Yellow 53

## Verwendung
Nickeltitangelb wird als Pigment zur Kunststoffeinfärbung verwendet. Es wird auch als Farbe für die Malerei eingesetzt. Das dort als Nickeltitangelb bezeichnete Pigment ist dabei in zwei Tönungen im Handel erhältlich. Neben dem kalten, leicht gebrochenen Gelbton gibt es nunmehr eine weitere Variante, die als „Nickeltitangelb, grünstichig“ bezeichnet wird. Allerdings ist die Bezeichnung irreführend, da man meinen könnte, dass es sich hier um ein kaltes Gelb nahe dem grünen Spektralbereich handeln könnte. In Wirklichkeit jedoch ist dieses Gelb etwas wärmer im Ton. Der Grünstich rührt daher, dass es sich um eine leichte Grauvariante des wärmeren Gelbtones handelt. Es wird auch in Fassadenanstrichen und Lacken eingesetzt.